# Индукта
Индукт — пошлина, взимавшаяся в Российской империи за ввозимые товары из-за границы в Малую Россию  (Малороссию), с целью продажи в Великороссийских губерниях (не исключительно).
При гетмане Данииле Апостоле (как и раньше) отдавалась на откуп; взималась как с местных, так и с российских и иноземных купцов. В 1754 при Елизавете Петровне внутренние таможенные сборы — индукта и эвекта (вывозная пошлина) — были уничтожены, «для уравнения свободностию малороссийского народа с великороссийским».